# Megtestesülés
A megtestesülés vagy inkarnáció (latin incarnatio, görög szarkószisz) a vallásokban használt fogalmak, egy isten, istenség vagy egyén földi testet öltésére.

## Kereszténység
A kereszténységben a megtestesülés a krisztológia egyik fogalma, arra a hitigazságra utalva, hogy "Isten Fia" valóságosan emberré lett a Földön  Jézus Krisztus néven.
Jézus meghatározott helyen, a történelem egy adott pillanatában Szűz Máriától született meg.
A kereszténység alapján Isten Fia az emberiség megváltásáért vett emberi természetet magára. Az ókori apostolok csak a Szentlélek eljövetele után ébredtek igazán tudatára, hogy ki is volt valójában Jézus. 
Az Ige testté lett és közöttünk élt.
Amikor elérkezett az idők teljessége, Isten elküldte Fiát, aki asszonytól született.
Az Újszövetségben használt szarkószisz görög szó jelentése: hús-vér-testté válás. A korai kereszténységben az ariánusok és apollinaristák úgy értelmezték, hogy a Logosz (Ige) csak magára öltötte a külső testet, de nem lett emberré (enanthrópészisz), a nesztoriánusok szerint pedig a Logosz csak mint templomban lakozik az emberi Jézusban. Ezeket a tanokat később eretnekké nyilvánította az egyház.

## Iszlám, judaizmus
Az iszlám és a zsidó vallás legtöbb irányzata elutasítja az inkarnáció tanát és azt hogy Isten bármilyen formában megtestesüljön a Földön.

## Hinduizmus
A hinduizmusban az avatár(a) egy istenség alászállása és halandó lényben való megtestesülése a Földön, a világ megmentése, a törvények helyreállítása vagy híveinek megoltalmazása céljából. A hinduizmus sok avatárát ismer, ezek között található Ráma, Krisna, Buddha, és egyes irányzatokban Jézus is.
Isten immanenciájának egy másik vetülete a múrti-formája. Ez alapján a képmásaiban is megtestesül, amely valamilyen tárgy, kép vagy szobor.

## Reinkarnáció
A reinkarnáció újra megtestesülést jelent, újra megszületést. E tan alapján az élőlények, így az emberek is, haláluk után bizonyos idő elteltével újra és újra megszületnek. A reinkarnáció tana megtalálható az indiai vallásokban (hinduizmus, dzsainizmus, buddhizmus) és egyes nyugati szellemi irányzatokban is. 